# Thực tế hỗn hợp
Thực tế hỗn hợp (MR), đôi khi được gọi như thực tế lai, là sự kết hợp của các thế giới thực và ảo để sản xuất môi trường mới và các hình dung, nơi các đối tượng vật lý và kỹ thuật số cùng tồn tại, và tương tác trong thời gian thực. Thực tế hỗn hợp diễn ra không chỉ trong thế giới vật lý hay thế giới ảo, nhưng là một kết hợp của thực tế và thực tế ảo, bao gồm cả thực tế tăng cường, và tăng cường ảo qua công nghệ nhập vai. Hệ thống thực tế hỗn hợp đầu tiên, cung cấp khung cảnh bao trùm, âm thanh, và cảm ứng là nền tảng Virtual Fixtures được phát triển bởi Armstrong Laboratories của Không quân Hoa Kỳ trong những năm 1990.

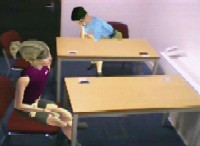
Một ví dụ Thực tế Hỗn hợp: các nhân vật ảo trộn vào một đoạn phát trực tiếp video của thế giới thực.

## Định nghĩa

### Ảo liên tụcvàtrung gian liên tục
1. ↑  R. Freeman, A. Steed and B. Zhou, Rapid Scene Modelling, Registration and Specification for Mixed Reality Systems Lưu trữ ngày 6 tháng 2 năm 2007 tại Wayback Machine Error in webarchive template: Check |url= value. Empty.
Proceedings of ACM Virtual Reality Software and Technology, pp. 147-150, Monterey, California, November 2005.